# 察哈尔右翼前旗
察哈尔右翼前旗，简称察右前旗，是中華人民共和國內蒙古自治區烏蘭察布市轄下的一個旗。
面積2734平方公里，旗人民政府設於土貴烏拉鎮。乌兰察布市的行政中心集宁被其环绕。

## 沿革
清代曾属八旗察哈尔，察右前旗原为正黄旗察哈尔地。乾隆年間置丰镇厅後，今旗境部分地区归丰镇厅管辖。
中華民國成立後屬察哈爾特別區。1936年成立察哈爾盟。1937年3月，察哈尔右翼四旗划归绥远省管辖，即绥东四旗。1945年10月，中共解放軍佔領察哈尔右翼正黄旗，组建正黄旗临时政府。1954年，东四旗中心旗和集宁、卓资、丰镇、兴和等县部分区合併，以原正黃旗為基礎，改設察哈尔右翼前旗，划归乌兰察布盟管辖。2003年，烏蘭察布撤盟改市，察哈尔右翼前旗歸屬烏蘭察布市。

## 人口
根據第七次人口普查數據，截至2020年11月1日零時，察哈爾右翼前旗常住人口為125172人。
察哈尔右翼前旗境内的汉语方言主要属于晋语张呼片。

## 行政区划
察哈尔右翼前旗下辖5个镇、4个乡：
土贵乌拉镇、平地泉镇、玫瑰营镇、巴音塔拉镇、黄旗海镇、乌拉哈乌拉乡、黄茂营乡、三岔口乡和老圈沟乡。

## 产业
察右前旗以礦產著稱，境內證實蘊藏的礦產有有鈦 磁鐵、銀、鋅、鉛、錳、硅線石、石榴石、褐煤、雲母、大理石、石灰石。近年正大力開採褐煤、泥灰岩與石英礦。

## 交通
- 208国道过境。
- 张呼客运专线